# Stamfordham
Stamfordham – wieś i civil parish w Anglii, w hrabstwie Northumberland, w dystrykcie (unitary authority) Northumberland. Leży 19 km na północny zachód od miasta Newcastle upon Tyne i 410 km na północ od Londynu. W 2011 roku civil parish liczyła 1185 mieszkańców. W granicach civil parish leżą także Cheeseburn Grange, Dalton, Eachwick, Harlow Hill, Hawkwell, Heugh, Nesbitt i Ouston.